# Seznam německých leteckých es za druhé světové války
Seznam německých leteckých es za druhé světové války uvádí přehled německých leteckých es z období druhé světové války, uspořádaný sestupně podle známého počtu sestřelů.

| #  | Jméno                         | Fotografie | Sestřelů      | Jednotky                         | Poznámky |
| -- | ----------------------------- | ---------- | ------------- | -------------------------------- | --- |
| 1. | Erich Hartmann                |            | 352           | JG 52                            | |
| 2. | Gerhard Barkhorn              |            | 301           | JG 2 JG 56 JG 6 JV 44            | Všechny sestřely dosaženy na východní frontě.                                                                                    |
| 3. | Günther Rall                  |            | 275           | JG 52 JG 11 JG 300               | |
| 4. | Otto Kittel                   |            | 267           | JG 54                            | Všechny sestřely dosaženy na východní frontě.                                                                                    |
| 5. | Walter Nowotny                |            | 258           | JG 54 JG 101                     | 255 letadel na východní frontě, 3 B-17 sestřelil na západní frontě s Me 262.                                                     |
| 6. | Wilhelm Batz                  |            | 237           | JG 52                            | |
| 7. | Erich Rudorffer               |            | 222 224       | JG 2 JG 54 JG 7                  | 136 vítězství dosáhl na východní frontě, 26 v Severní Africe a 60 na západní frontě (včetně 10 čtyřmotorových bombardérů).       |
| 8. | Heinz Bär                     |            | 220           | JG 51 JG 77 JG 1 JG 3 JG 2 JV 44 | 59 sestřelů docílil na západní frontě, 96 na východní a 65 nad Středozemním mořem.                                               |
|    | Hermann Graf                  |            | 214 212       | JG 50 JG 51 JG 52 JG 11          | 202 letadel sestřelil na východní frontě, 12 (10) na západní.                                                                    |
|    | Heinrich Ehrler               |            | 209 208       | JG 5 JG 7                        | 199 (198) letadel sestřelil na východní frontě, 10 na západní.                                                                   |
|    | Theodor Weissenberger         |            | 208           | JG 77 JG 5 JG 7                  | 175 sestřelů na východní frontě.                                                                                                 |
|    | Hans Philipp                  |            | 206           | JG 76 JG 54                      | 178 sestřelů na východní frontě, 29 na západní a jeden polský sestřelený letoun.                                                 |
|    | Walter Schuck                 |            | 206           | JG 5 JG 7                        | 198 (189) sestřelů na východní frontě.                                                                                           |
|    | Anton Hafner                  |            | 204           | JG 51 JG 3                       | 184 letadel sestřelil na východní frontě, 20 v Severní Africe.                                                                   |
|    | Helmut Lipfert                |            | 203           | JG 52 JG 53                      | |
|    | Walter Krupinski              |            | 197           | JG 52 JG 5 JG 11 JV 44           | 177 letadel sestřelil na východní frontě, 20 na západní.                                                                         |
|    | Anton Hackl                   |            | 192           | JG 77 JG 11 JG 300               | |
|    | Max Stotz                     |            | 189           |                                  | 173 sestřelů dosáhl na východní frontě.                                                                                          |
|    | Joachim Brendel               |            | 189           |                                  | |
|    | Joachim Kirschner             |            | 188           |                                  | 167 sestřelů dosáhl na východní frontě.                                                                                          |
|    | Kurt Brändle                  |            | 180           |                                  | |
|    | Günther Josten                |            | 178           |                                  | |
|    | Johannes Steinhoff            |            | 176           | JG 26 JG 52 JG 7 JG 77 JV 44     | |
|    | Günther Schack                |            | 174           |                                  | Všech sestřelů dosáhl na východní frontě.                                                                                        |
|    | Ernst-Wilhelm Reinert         |            | 174           | JG 77 JG 27                      | 103 vítězství dosáhl na východní frontě, 20 na západní a 51 v Severní Africe.                                                    |
|    | Heinz Schmidt                 |            | 173           |                                  | Všech sestřelů dosáhl na východní frontě.                                                                                        |
|    | Emil Lang                     |            | 173           |                                  | |
|    | Horst Ademeit                 |            | 166           | JG 54                            | 164 vítězství dosáhl na východní frontě.                                                                                         |
|    | Wolf-Dietrich Wilcke          |            | 162           | JG 53                            | |
|    | Hans-Joachim Marseille        |            | 158           | JG 27                            | 151 sestřelů dosáhl v Severní Africe, 7 v bitvě o Británii.                                                                      |
|    | Heinrich Sturm                |            | 158           |                                  | |
|    | Gerhard Thyben                |            | 157           |                                  | |
|    | Peter Düttman                 |            | 152           |                                  | |
|    | Hans Beisswenger              |            | 152           |                                  | |
|    | Gordon Gollob                 |            | 150           |                                  | |
|    | Fritz Tegtmeier               |            | 146           |                                  | |
|    | Albin Wolf                    |            | 144           |                                  | |
|    | Kurt Tanzer                   |            | 143           |                                  | |
|    | Krl Gratz                     |            | 138           |                                  | |
|    | Heinrich Setz                 |            | 138           |                                  | |
|    | Rudolf Trenkel                |            | 138           |                                  | |
|    | Walter Wolfrum                |            | 137           |                                  | |
|    | Adolf Dickfeld                |            | 136           |                                  | |
|    | Karl-Heinz Weber              |            | 136           |                                  | |
|    | Otto Fönnekold                |            | 136           |                                  | |
|    | Joachim Müncheberg            |            | 135           | JG 26 JG 51 JG 77                | |
|    | Hans Waldmann                 |            | 134           |                                  | |
|    | Franz Schall                  |            | 133           |                                  | |
|    | Johannes Wieße                |            | 133           |                                  | |
|    | Adolf Borchers                |            | 132           |                                  | |
|    | Wilhelm Lemke                 |            | 131           |                                  | |
|    | Gerhard Hoffmann              |            | 130           |                                  | Všechny sestřely na východní frontě.                                                                                             |
|    | Heinrich Sterr                |            | 130           |                                  | Z toho 7 ve Španělsku. |
|    | Franz Eisenach                |            | 129           |                                  | |
|    | Franz Dörr                    |            | 128           |                                  | |
|    | Walter Dahl                   |            | 128           | JG 3 JG 300                      | 77 letadel sestřelil na východní frontě a 51 na západní (včetně 36 čtyřmotorových bombardérů).                                   |
|    | Josef Zwernemann              |            | 126           |                                  | |
|    | Hans Hahn                     |            | 125           | JG 51 JG 3 JG 2 JG 1             | 8 sestřelů dosáhl nad Španělskem.                                                                                                |
|    | Dietrich Hrabak               |            | 125           |                                  | |
|    | Wolf Ettel                    |            | 124           |                                  | |
|    | Heinz-Wolfgang Schnaufer      |            | 121           | NJG 1 NJG 4                      | |
|    | Heinz Marquardt               |            | 121           |                                  | |
|    | Friedrich Obleser             |            | 120           |                                  | |
|    | Franz-Josef Beerenbrock       |            | 117           |                                  | |
|    | Hans-Joachim Birkner          |            | 117           |                                  | |
|    | Jakob Norz                    |            | 117           |                                  | |
|    | Heinz Wernicke                |            | 117           |                                  | |
|    | August Lambert                |            | 116           |                                  | |
|    | Werner Mölders                |            | 115           | JG 53 JG 51                      | 14 svých sestřelů dosáhl za španělské občanské války.                                                                            |
|    | Werner Schroer                |            | 114           | JG 27 JG 54 JG 3                 | |
|    | Helmut Lent                   |            | 110           |                                  | |
|    | Hans Hahn                     |            | 108           | JG 2 JG 54                       | 40 letadel sestřelil na východní frontě, 68 na západní, dalších 36 pravděpodobně.                                                |
|    | Günther Lützow                |            | 108           | JG 3 JV 44                       | 5 sestřelů zaznamenal nad Španělskem.                                                                                            |
|    | Adolf Galland                 |            | 104           | LG 2 JG 27 JG 26 JV 44           | |
|    | Hartmann Grasser              |            | 103 [zdroj⁠?!] | ZG 52 ZG 2 JG 51 JG 11 JG 210    | |
|    | Josef Würmheller              |            | 102           | JG 53 JG 2                       | |
|    | Josef Priller                 |            | 101           | JG 51 JG 26                      | Všechny sestřely na západní frontě.                                                                                              |
|    | Heinrich Bartels              |            | 99            | JG 5 JG 27                       | 57 letadel sestřelil na východní frontě.                                                                                         |
|    | Sigfried Schnell              |            | 93            | JG 2 JG 54                       | 87 sestřelů na západní frontě, 6 na východě.                                                                                     |
|    | Oskar Romm                    |            | 92            | JG 52 JG 3                       | 82 sestřelů nad východní frontou, 10 nad západní.                                                                                |
|    | Anton Resch                   |            | 91            |                                  | |
|    | Heinrich zu Sayn-Wittgenstein |            | 83            |                                  | |
|    | Gunter Scheel                 |            | 71            |                                  | |
|    | Franz Schieß                  |            | 67            | JG 53                            | |
|    | Werner Streib                 |            | 66            | ZG 1 NJG 1                       | |
|    | Jürgen Harder                 |            | 64 [zdroj⁠?!]  | JG 53 JG 11                      | Zemřel dne 17. února 1945 při pádu svého Messerschmitta Bf 109 G-14 (porucha motoru).                                            |
|    | Hannes Trautloft              |            | 57            | JG 54                            | |
|    | Helmut Wick                   |            | 56            | JG 2                             | |
|    | Robert Olejnik                |            | 41            | JG 3                             | |
|    | Walter Loos                   |            | 38            | JG 3 JG 301                      | 30 letadel sestřelil na západní frontě (včetně 22 čtyřmotorových bombardérů), 8 na východní a 8 pravděpodobně. Byl 9× sestřelen. |
|    | Friedrich Körner              |            | 36            | JG 27                            | |
|    | Günther Specht                |            | 35            | ZG 26 JG 11                      | |
|    | H. Bretnütz                   |            | 35            | JG 53                            | |
|    | Horst Petzschler              |            | 26            | JG 3 JG 51                       | 13× sestřelen. |
|    | Franz von Werra               |            | 21 [zdroj⁠?!]  | JG 3 JG 53                       | Podařilo se mu utéct z kanadského zajateckého tábora a vrátit se zpět do Německa.                                                |
|    | Wolfgang Schellmann           |            | 14            | JG 27                            | |
|    | Erich Hondt                   |            | 10 ???        | JG 11 JV 44                      | |
|    | Hans-Ulrich Rudel             |            | 9             | StG 168 StG 2                    | Sestřelil 2 Iljušiny Il-2 a 7 stíhaček.                                                                                          |
|    | Wolfgang Falck                |            | 7 [zdroj⁠?!]   | ZG 76 ZG 1                       | |